# Erioptera (Erioptera) chlorophylloides orthomera
Erioptera (Erioptera) chlorophylloides orthomera is een ondersoort van de tweevleugelige Erioptera (Erioptera) chlorophylloides uit de familie steltmuggen (Limoniidae). De ondersoort komt voor in het Nearctisch gebied.